# Ligue 1 2018-2019 (Senegal)
La Ligue 1 2018-2019 è la 57ª edizione della Ligue 1 senegalese. La stagione è cominciata il 3 novembre 2018 e si concluderà nel 2019.

## Stagione

### Novità
La stagione 2018-2019 vede ai nastri di partenza 14 squadre, una in meno della stagione precedente, quando le squadre erano state 15 per la riammissione all'ultimo momento dell'US Ouakam, inizialmente escluso dal campionato.
Campione in carica è il Diaraf, laureatosi campione l'anno prima per la 12ª volta nella sua storia.
Al posto delle retrocesse Ouakam, Diambars e Guédiawaye  salgono dalla Ligue 2 Pikine e Ndiambour.
Tra le novità per quanto riguarda i club, la Génération Foot annuncia un avvicendamento in panchina: il francese Olivier Perrin, allenatore dal 2013, lascia l'incarico per tornare al Metz per ricoprire l'incarico di responsabile della formazione, mentre al suo posto arriva il senegalese  Demba Mbaye, ex allenatore del Niarry Tally.
A laurearsi campione è la Génération Foot, che conquista il secondo titolo della sua storia a tre giornate dalla fine del campionato.

## Squadre partecipanti
- Casa Sports
- Dakar Sacré-Cœur
- Diaraf
- Douanes
- Génération Foot
- Gorée
- La Linguere
- Niarry Tally
- Pikine
- Mbour Petite-Côte
- Ndiambour
- Sonacos
- Stade de Mbour
- Teungueth

## Classifica
Classifica aggiornata al 5 luglio 2019.
|                    | Pos. | Squadra           | Pt | G  | V  | N  | P  | GF | GS | DR  |
| ------------------ | ---- | ----------------- | -- | -- | -- | -- | -- | -- | -- | --- |
| Senegal (bandiera) | 1.   | Génération Foot   | 51 | 26 | 13 | 12 | 1  | 43 | 18 | +25 |
|                    | 2.   | Diaraf            | 41 | 26 | 10 | 11 | 5  | 28 | 17 | +11 |
|                    | 3.   | Dakar Sacré-Cœur  | 38 | 26 | 8  | 14 | 4  | 26 | 21 | +5  |
|                    | 4.   | Douanes           | 37 | 26 | 10 | 7  | 9  | 24 | 24 | 0   |
|                    | 5.   | Pikine            | 36 | 26 | 8  | 12 | 6  | 28 | 24 | +4  |
|                    | 6.   | Teungueth         | 36 | 26 | 9  | 9  | 8  | 28 | 29 | -1  |
|                    | 7.   | Stade de Mbour    | 33 | 26 | 7  | 12 | 7  | 21 | 24 | -3  |
|                    | 8.   | Casa Sports       | 32 | 26 | 6  | 14 | 6  | 23 | 20 | +3  |
|                    | 9.   | Gorée             | 32 | 26 | 7  | 11 | 8  | 31 | 29 | +2  |
|                    | 10.  | ASEC Ndiambour    | 32 | 26 | 7  | 11 | 8  | 29 | 28 | +1  |
|                    | 11.  | Mbour Petite-Côte | 31 | 26 | 7  | 10 | 9  | 24 | 27 | -3  |
|                    | 12.  | Niarry Tally      | 31 | 26 | 7  | 10 | 9  | 22 | 27 | -5  |
|                    | 13.  | La Linguère       | 24 | 26 | 5  | 9  | 12 | 20 | 33 | -13 |
|                    | 14.  | Sonacos           | 18 | 26 | 4  | 6  | 16 | 15 | 41 | -26 |

Legenda:

      Campione del Senegal e ammessa alla CAF Champions
League 2019-2020

      Ammessa alla Coppa della Confederazione CAF 2019-2020

      Retrocesse in Ligue 2 2019-2020